# Celtic Frost
Celtic Frost fue una banda suiza de metal extremo formada en 1984 en Zúrich. El grupo estuvo en activo desde 1984 a 1993, y fue reformado en 2001. Tras la marcha de Tom Gabriel Fischer en 2008, Celtic Frost decidió separarse de nuevo. La banda tomó como inspiración a grupos de heavy metal como Black Sabbath, Angel Witch, Venom, de post-punk como Bauhaus, Siouxsie and the Banshees y Christian Death y el grupo de D-beat y hardcore punk Discharge.

## Formación de la banda y Morbid Tales
Celtic Frost se formó a finales del mes de mayo del 1984 por Tom G. Warrior en las voces y la guitarra, Martin Eric Ain en el bajo (ambos exmiembros de Hellhammer, un grupo de culto en el underground y pionero del black metal) y el baterista Isaac Darso.
Unas semanas después de la formación de la banda, Darso abandonó Celtic Frost siendo reemplazado por Stephen Priestly (que anteriormente había sido músico de sesión en Hellhammer).
En 1984 graban su primer álbum, Morbid Tales, que fue un éxito en la escena del metal underground, y permitió a la banda realizar su primera gira en Alemania y Austria y a finales del año contratan al baterista de origen estadounidense Reed St. Mark.

## To Mega Therion e Into The Pandemonium

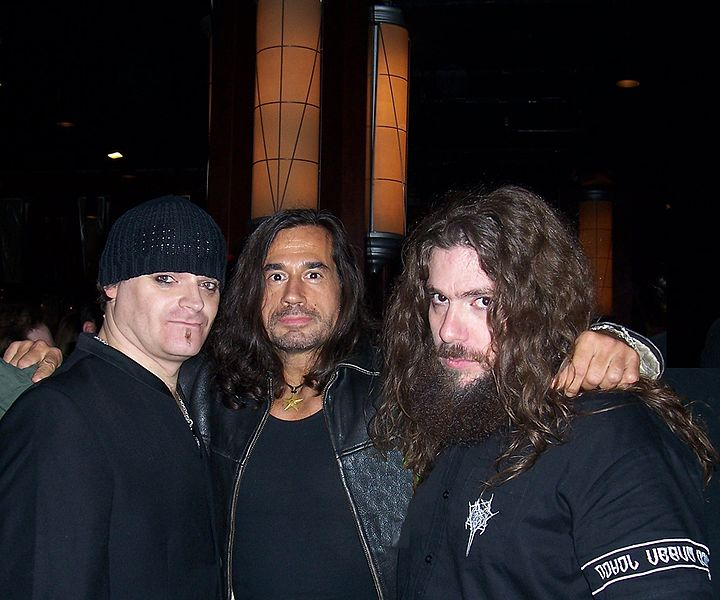
Tom G. Warrior, Reed St.Mark y Martin Eric Ain.

En agosto del año siguiente publican su segunda grabación, el EP Emperor's Return. Estos dos primeros álbumes de Celtic Frost fueron relanzados más tarde en un solo CD.
En octubre se publica uno de sus álbumes más influyentes, To Mega Therion, que no cuenta con Martin Eric Ain al bajo (pues este se separó unos meses de la banda), su sustituto fue Dominic Steiner; sin embargo, Ain volvió poco después de la publicación del álbum. La portada de este álbum, realizada por el artista suizo H.R. Giger está considerada una de las mejores de la historia, además Giger colaboraría con la banda en el futuro al dirigir el videoclip "A Dying God Coming Into Human Flesh" y diseñar la guitarra de Tom G. Warrior.
Al año siguiente sale a la venta su segundo EP, Tragic Serenades.
El tercer álbum, Into the Pandemonium, se publicó en noviembre de 1987. Este álbum tiene un sonido más variado que su antecesor y se aleja del metal realizado por Hellhammer.
Celtic Frost, junto con Mercyful Fate, Venom y Bathory fueron los pioneros en la escena del black metal, aunque Celtic Frost eran mucho más experimentales, con la adición de instrumentos clásicos y voz operística femenina. A menudo se les dio el título de avant-garde metal.

## Cold Lake y Vanity/Nemesis
Después de una posterior gira por Norteamérica (en la que contaron con un segundo guitarrista, Ron Marks), los problemas financieros, las tensiones personales entre los miembros de la banda y una mala relación con su sello discográfico llevó a una disolución completa del grupo. Seis meses más tarde, Warrior decidió reformar la banda con Stephen Priestly otra vez como batería y con el bajista Curt Victor Bryant. El resultado de tal reunión fue el álbum Cold Lake que fue una gran decepción para los fanes de la banda por su clara orientación hacia el hard rock y el glam metal pero que logró un notable éxito en el mercado americano. Bryant dejó la banda y el exguitarrista en vivo Ron Marks regresó como invitado para la grabación de su siguiente álbum, Vanity/Nemesis en 1990. Sin embargo, el cambio más significativo fue el regreso del bajista Martin Eric Ain. Pero la reputación de Celtic Frost, no llegó a recuperarse plenamente. El siguiente álbum fue una colección de grabaciones inéditas y rarezas, Parched With Thirst Am I and Dying en 1992.
El título del recopilatorio se inspiró en una oración romana. Se presentó material inédito, regrabaciones de versiones de canciones antiguas y algunas versiones de estudio del período de sesiones, cerrando el capítulo de una de las bandas underground y experimentales más importantes de todos los tiempos.

## Post-ruptura
Varios años después de la disolución de Celtic Frost, y después de algún tiempo fuera de la industria musical, Fischer fundó un nuevo grupo, llamado Apollyon Sun con su amigo de la infancia Erol Unala a la guitarra a mediados de los años 90. Apollyon Sun grabó un EP, God Leaves (And Dies) y un álbum de estudio, Sub. Durante su alejamiento de la industria musical, Fischer también escribió su libro autobiográfico, Are You Morbid?, que fue publicado en el 2000.

## Monotheist

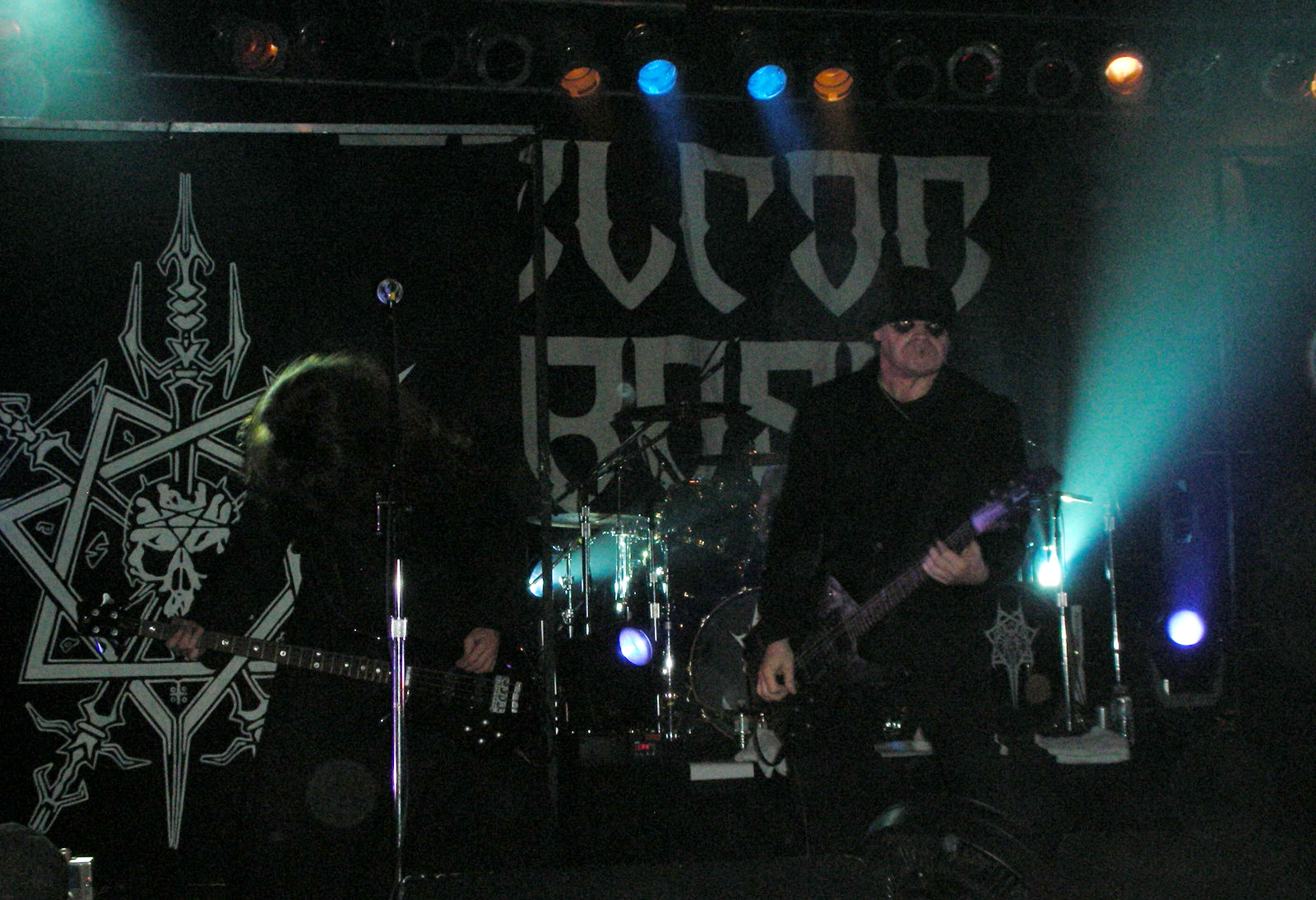
Celtic Frost en Portland en 2006.

A finales del 2001, Fischer y Ain comenzaron a escribir música juntos otra vez, con Unala como guitarrista, y desde finales de 2002, con el experimentado baterista suizo Franco Sesa. El objetivo era desarrollar y grabar un nuevo álbum muy oscuro y pesado. La realización del álbum tardó más de lo previsto (en parte debido al financiamiento del proyecto), finalmente en 2005 se dio como resultado lo que Fischer y Ain describieron como "el álbum más oscuro que Celtic Frost ha grabado", basado en una combinación del aura musical de To Mega Therion e Into The Pandemonium.
El séptimo álbum de estudio de Celtic Frost fue financiado por la propia banda a través de su propio sello, Prowling Death Records, e impreso por Diktatur des Kapitals. Prowling Death Records fue creado originalmente como un sello underground que publicó las demos de Hellhammer entre 1983 y 1984. El álbum fue producido por Celtic Frost y Peter Tägtgren (músico de las bandas Bloodbath/Hypocrisy/Pain) y mezclado por Fischer y Ain. El álbum, titulado "Monotheist", fue publicado el 30 de mayo de 2006.
El 29 de mayo de 2006, Celtic Frost se embarcó en la gira más extensa de su historia, el "Monotheist Tour", inicialmente como cabezas de cartel de festivales (como el Wacken Open Air, ante 50.000 personas) en Europa, Norteamérica en 2006, y el primer concierto de la banda en Japón en enero de 2007. A principios de 2007 se realizó la primera parte de la gira europea y regresaron a los Estados Unidos como invitados especiales de Type O Negative.
En los conciertos, Celtic Frost tocó con un guitarrista adicional. Esta posición fue inicialmente tomada por Anders Odden (Cadaver, Apoptygma Berzerk), y después por V Santura (de Dark Fortress).
A mediados de 2007, Celtic Frost comenzó a componer material para un nuevo álbum, que posiblemente se publicaría en 2008.
Metalunderground mostró una declaración de Tom Fischer sobre el nuevo álbum.
"A principios de marzo voy a volver a Suiza para dar avanzar en la realización de mi propio proyecto de black metal, la idea de ha tomado una forma cada vez más definido en los últimos meses."
Fischer habló para la página web española Hall of Metal recientemente sobre el nuevo material: "Estoy trabajando actualmente en un nuevo álbum de Celtic Frost y pienso que va a ser realmente y oscuro. Celtic Frost tiene un estilo propio que expresa muchas emociones. La música que escribo describe el estado de mi vida, y ahora me siento muy cómodo con la música oscura."

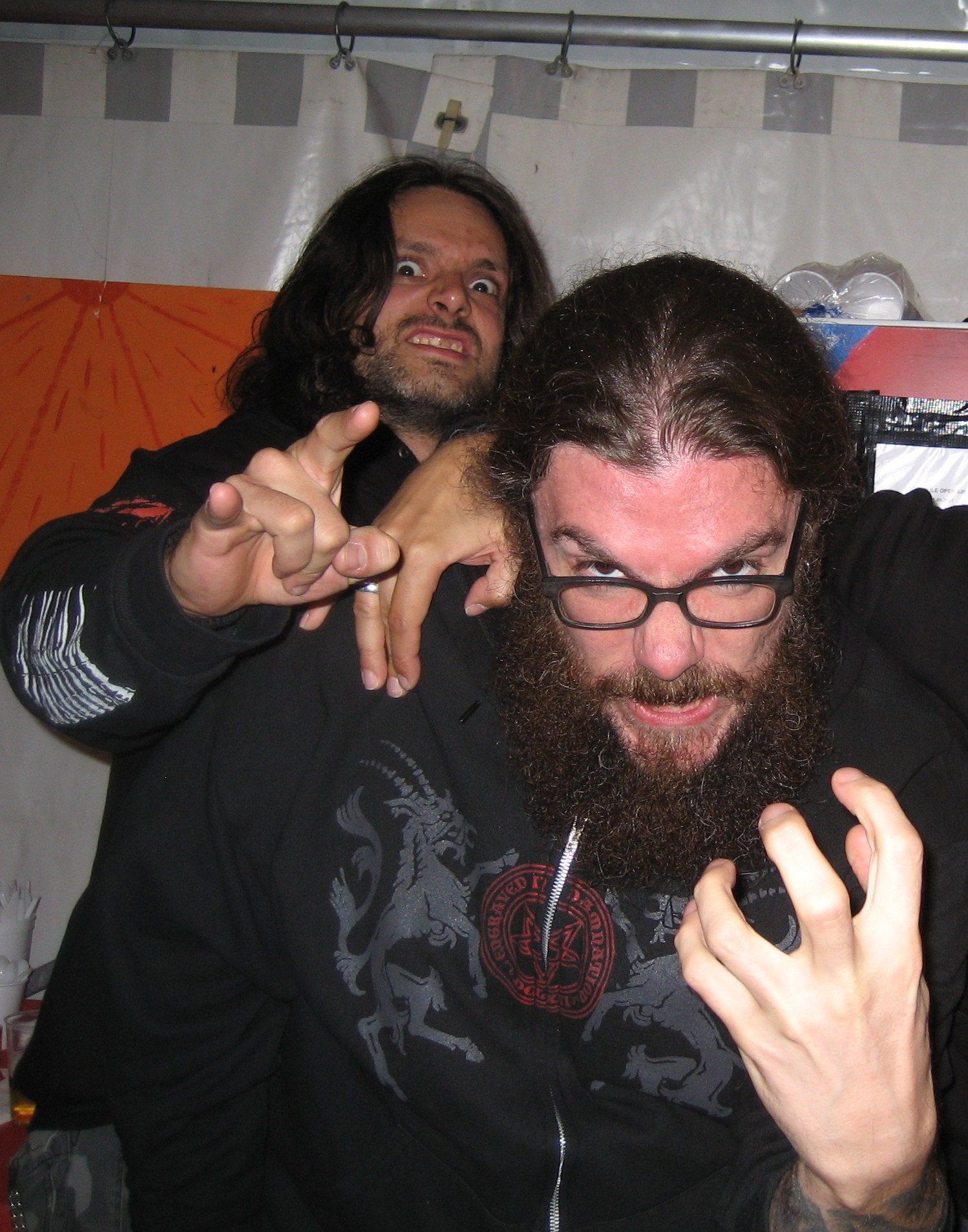
Franco Sesa y Martin Eric Ain, miembros de la última formación de Celtic Frost.

Tras el anuncio de la separación de Celtic Frost en septiembre de 2008, no se volvió a hablar de la grabación o publicación de un nuevo álbum.

## Separación
Fischer presentó su dimisión de Celtic Frost el 9 de abril de 2008, con este mensaje que aparece en la web de la banda:
"El cantante y guitarrista Tom Gabriel Fischer ha dejado Celtic Frost debido a la erosión irresoluble y graves de la base personal, de modo urgente a colaborar dentro de una banda tan única, volátil y ambicioso."
El bajista Ain afirmó que "Celtic Frost todavía está vivo, pero en un estado de coma." Incluso fue más allá diciendo que el resto de la banda "no continuaría grabando ya que sería absurdo sin Fischer". Este por su parte fundó una nueva banda llamada Triptykon, con el anterior guitarrista en vivo de Celtic Frost, V Santura, el baterista Reed St. Mark y la bajista Vanja Slajh. Fischer también ha dicho que su nueva banda tiene un sonido similar al del álbum de Celtic Frost, Monotheist.
El 9 de septiembre de 2008, los miembros de Celtic Frost Martin Eric Ain y Tom Gabriel Fischer confirmaron en su página web que "habían decicido de forma conjunta dejar descansar a Celtic Frost para siempre".

## Género

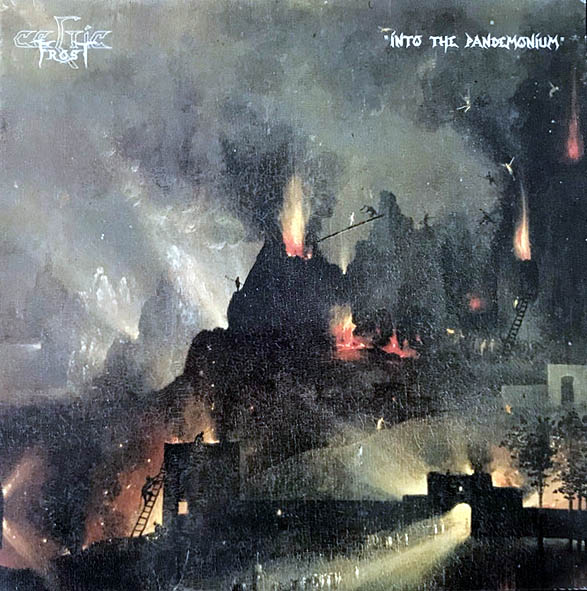
Portada del álbum de la banda suiza, Into the Pandemonium

Como Celtic Frost ha cambiado su sonido durante toda su carrera, su género exacto ha sido tema de debate. Han sido etiquetados en diversos géneros del metal por los medios de comunicación. Su música anterior ha sido clasificada como thrash metal, black metal, y death metal mientras que su último trabajo ha sido etiquetado como doom metal y metal gótico. Con el álbum Cold Lake incluso fueron catalogados como glam metal. El nivel de experimentación de To Mega Therion e Into the Pandemonium, llevó a algunos periodistas a etiquetar su música como avant-garde metal.

## Influencia

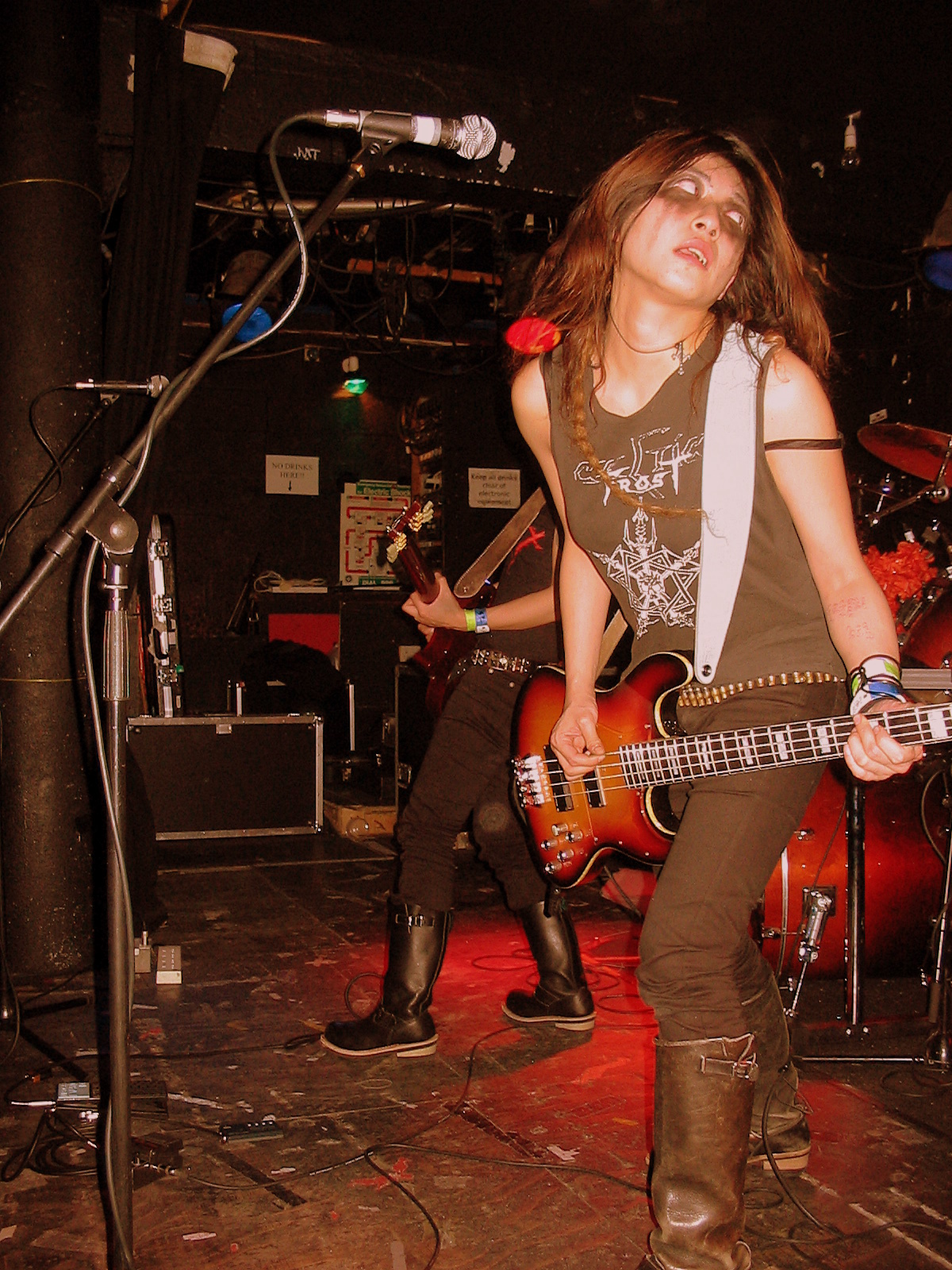
La banda japonesa Gallhammer cita como principal influencia a Celtic Frost.

Celtic Frost ha influenciado a importantes bandas de black, death, thrash, y heavy metal. La banda Therion, por ejemplo, tomó su nombre del álbum To Mega Therion. Otras bandas han mencionado a Celtic Frost como influencia o han hecho covers de sus canciones como Melvins, Enslaved, Opeth, Marduk, Sigh, Opera IX, Evoken, Nile, Amorphis, Stormtroopers of Death, Paradise Lost, Anathema, Nirvana, HIM, Dimmu Borgir, The Gathering, Akercocke, Sarcófago, Sepultura, Samael, Astarte, Vader, Tiamat, Emperor, Cradle of Filth, Mayhem, My Dying Bride, Darkthrone, Satyricon, High on Fire, Nokturnal Mortum, Obituary, Gorgoroth, Gallhammer Mortician, 1349,  y muchas otras. Dave Grohl (ex-Nirvana, Foo Fighters) ha declarado en varias ocasiones que Celtic Frost fueron una importante influencia. Posteriormente invitó al cantante Tom Gabriel Fischer a participar en las grabaciones de su proyecto en solitario, Probot, coescribiendo la canción "Big Sky".
A pesar de esto, cuando a Tom se le preguntó si había influido en el heavy metal, respondió: "No, yo trato de mantenerme alejado de eso. Yo soy músico, no quiero involucrarme en todo eso. No es saludable. Quiero hacer buenos discos. Sigo vivo y siento que todavía hay mucho por delante de mí. No quiero que me molesten con qué tiene influencia y dónde estamos y todo eso. Creo que es algo muy negativo".

## Miembros
| Miembros - Tom G. Warrior: Voz y guitarra (1984-1987, 2001-2008) - Martin Eric Ain: Bajo y voz (1984-1985, 1986-1987, 1990-1993, 2003-2008) - Isaac Darso: Batería (1984) - Dominic Steiner: Bajo (1985) - Ron Marks: Guitarra (1987) - Stephen Priestly: Batería (1984, 1988-1992) - Oliver Amberg: Guitarra (1988-1989) - Reed St. Mark: Batería (1985-1988, 1992-1993) - Curt Victor Bryant: Bajo (1988-1990) Guitarra(1990-1993) - Franco Sesa: Batería (2002-2008) - Erol Unala: Guitarra (2001-2005) | Miembros en directo - Anders Odden: Guitarra (en vivo 2006-2007) - V. Santura: Guitarra (en vivo 2007-2008) Invitados - Ravn (1349): Voz en Temple Of Depression - Satyr (Satyricon): Voz en Synagoga Satanae - Lisa Shaphaus: Voz femenina en Drown In Ashes - Peter Tägtgren (Hypocrisy, Pain): Guitarra en Drown In Ashes - Simone Vollenweider: Voz femenina en Obscured y Os Abysmi Vel Daath |

Línea de tiempo

## Discografía
| Álbumes de estudio - 1985: To Mega Therion - 1987: Into the Pandemonium - 1988: Cold Lake - 1990: Vanity/Nemesis - 2006: Monotheist EP - 1984: Morbid Tales - 1984: Emperor's Return - 1986: Tragic Serenades - 1987: I Won't Dance | Recopilatorios - 1992: Parched With Thirst Am I and Dying Videografía - 1989: Live At Hammersmith Odeon Videoclips - 1986: "Circle Of The Tyrants" - 1989: "Wine In My Hand (Third From The Sun)" - 2006: "A Dying God Coming Into Human Flesh" |

## Premios
| Año  | Premio                                                 | Notas           |
| ---- | ------------------------------------------------------ | --------------- |
| 2006 | Metal Storm Awards al mejor álbum de avant-garde metal | Por Monotheist. |